# Derrick Smith
Derrick Smith (* 22. Januar 1965 in Scarborough, Ontario) ist ein ehemaliger kanadischer Eishockeyspieler, der im Verlauf seiner aktiven Karriere zwischen 1981 und 1999 unter anderem 619 Spiele für die Philadelphia Flyers, Minnesota North Stars und Dallas Stars in der National Hockey League auf der Position des linken Flügelstürmers bestritten hat.

## Karriere
Smith, der zwischen 1981 und 1982 eine Saison bei den Wexford Raiders in der Ontario Provincial Junior Hovkey League verbrachte, spielte zwischen 1982 und 1984 für die Peterborough Petes in der höherklassigen Juniorenliga Ontario Hockey League. Während seiner Zeit dort wurde der linke Flügelstürmer im NHL Entry Draft 1983 in der dritten Runde an 44. Stelle von den Philadelphia Flyers aus der National Hockey League ausgewählt. Für die Petes absolvierte er währenddessen im Zeitraum von zwei Jahren 148 Partien.
Zur Saison 1984/85 wechselte der Angreifer in den Profibereich und war für die folgenden sieben Spieljahre bis zum Sommer 1991 fester Bestandteil des NHL-Kaders der Philadelphia Flyers. Seine Leistungen waren dabei großen Schwankungen ausgesetzt. Nachdem er in seinem Rookiejahr mit 39 Scorerpunkten einen persönlichen Bestwert aufgestellt hatte, erzielte er im folgenden Jahr lediglich zwölf Punkte. Darauf ließ er drei Spielzeiten mit 24 oder mehr Punkten folgen, ehe es in der Saison 1989/90 wieder nur neun waren. Im Oktober 1991 wurde er schließlich über die Waiver-Liste von den Minnesota North Stars ausgewählt, die damit den Vertrag des Kanadiers übernahmen. Nach zwei Jahren bei dem Team aus seinem Heimatstaat folgte im Sommer 1993 der Umzug ins texanische Dallas, wo das Franchise fortan unter dem Namen Dallas Stars den Spielbetrieb fortsetzte.
Für die Stars selbst absolvierte Smith in der Spielzeit 1993/94 lediglich eine Partie. Stattdessen kam er bis 1995 hauptsächlich im Farmteam Kalamazoo Wings in der International Hockey League zum Einsatz, wo er bereits während seiner Zeit bei den North Stars zu vermehrten Einsatzminuten gekommen war. Mit Beginn der Saison 1995/96 spielten die Kalamazoo Wings unter dem Namen Michigan K-Wings. Smith blieb der Mannschaft bis zum Sommer 1998 treu. Im Jahr 1994 war er ins Second All-Star Team der IHL berufen worden. Seine letzten Spiele als Profi absolvierte er im Verlauf der Saison 1998/99 für die Baton Rouge Kingfish in der East Coast Hockey League, bei denen er im März 1999 als Free Agent einen Vertrag unterzeichnet hatte. Nach sechs Einsätzen beendete er im Alter von 34 Jahren seine aktive Karriere.

## Erfolge und Auszeichnungen
- 1994 IHL Second All-Star Team

## Karrierestatistik
(Legende zur Spielerstatistik: Sp oder GP = absolvierte Spiele; T oder G = erzielte Tore; V oder A = erzielte Assists; Pkt oder Pts = erzielte Scorerpunkte; SM oder PIM = erhaltene Strafminuten; +/− = Plus/Minus-Bilanz; PP = erzielte Überzahltore; SH = erzielte Unterzahltore; GW = erzielte Siegtore; 1 Play-downs/Relegation; Kursiv: Statistik nicht vollständig)

## Familie
Smith ist mit Keith Primeau und Wayne Primeau verschwägert. Beide bestritten als Eishockeyspieler in den 1990er- und 2000er-Jahren mehrere hundert Spiele in der National Hockey League für zahlreiche Mannschaften. Sein Neffe Cayden Primeau, der auf der Position des Torwarts aktiv ist, wurde im NHL Entry Draft 2017 von den Canadiens de Montréal ausgewählt.